# Piotr Kostyło
Piotr Marek Kostyło – polski pedagog, dr hab. nauk humanistycznych, profesor i kierownik Katedry Filozofii Wychowania i Edukacji Obywatelskiej Wydziału Pedagogiki Uniwersytetu Kazimierza Wielkiego.

## Życiorys
W 1987 uzyskał tytuł magistra na Uniwersytecie Mikołaja Kopernika w Toruniu, 14 października 1993 obronił, na Wydziale Filozoficznym Papieskiej Akademii Teologicznej w Krakowie, pracę doktorską Krytyka bergsonowskiej teorii moralności, promotorem był Tadeusz Gadacz. 7 lipca 2009 habilitował się na podstawie pracy zatytułowanej Wykluczenie jako problem filozofii edukacji. Komentarz do badań empirycznych. 22 marca 2022 uzyskał tytuł profesora nauk społecznych.
Został zatrudniony na stanowisku wykładowcy w Powszechnej Wyższej Szkole Humanistycznej "Pomerania", oraz profesora nadzwyczajnego w Instytucie Pedagogiki na Wydziale Pedagogiki i Psychologii Uniwersytetu Kazimierza Wielkiego.
Awansował na stanowisko profesora i kierownika w Katedrze Filozofii Wychowania i Edukacji Obywatelskiej na Wydziale Pedagogiki Uniwersytetu Kazimierza Wielkiego.
3 września 2020 roku został wybrany na Przewodniczącego Polskiego Towarzystwa Pedagogicznego.